# Olivia Newton-John
Olivia Newton-John (Cambridge, 26. srpnja 1948. – Santa Ynez, 8. kolovoza 2022.) bila je  australsko-britanska pjevačica i glumica. S više od 100 milijuna prodanih ploča, bila je jedna od najprodavanijih glazbenih umjetnica svih vremena i najprodavanija australska glazbenica svih vremena. Poznata je po ulozi Sandy Olsson u mjuziklu Grease.